# Blandy (Essonne)
Blandy  [blɑ̃d̪] je francouzská obec v departementu Essonne v regionu Île-de-France.

## Poloha
Blandy se nachází asi 61 km jihozápadně od Paříže. Obklopují ji obce Mespuits na severu, Brouy na severovýchodě a na východě, Mainvilliers na jihovýchodě, Audeville na jihu, Sermaises na jihozápadě, Rouvres-Saint-Jean na západě a Roinvilliers na severozápadě.

## Vývoj počtu obyvatel
Počet obyvatel

## Památky
- Kostel St. Maurice, gotická kamenná stavba s boční hranolovou věží ze 13. století.